# Karel Halla
Karel Halla (25. srpna 1838 Jaroměř – 10. června 1900 Královské Vinohrady) byl rakouský politik české národnosti z Čech, poslanec Českého zemského sněmu a starosta Jaroměře. Jeho syn Karel Halla mladší byl významným diplomatem a vyslancem Československa.

## Biografie
Působil jako lékárník a měšťan Jaroměři. Od roku 1871 do roku 1881 byl starostou města. Od roku 1883 do roku 1899 byl členem obecního zastupitelstva v Jaroměři. Byl dlouholetým členem okresního výboru a okresní školní rady.
V 70. letech se zapojil do vysoké politiky. V zemských volbách v roce 1878 byl zvolen na Český zemský sněm, kde zastupoval kurii městskou, obvod Hradec Králové, Jaroměř, Josefov. Rezignoval na mandát a roku 1881 ho nahradil Jan Kvíčala. Patřil k Národní straně (staročeské).
Zemřel v červnu 1900 ve věku 62 let.